# Numéro 10 (jeu vidéo)
Pour les articles homonymes, voir Numéro 10.
Numéro 10 est un jeu vidéo de football sorti en 1985, édité par France Image Logiciel pour ordinateurs Thomson. Il existait une édition spéciale Coupe du monde de football de 1986, plus complète : « Numéro 10 : Mexico 86 ». 
Le nom provient du numéro du poste d'attaquant, qui est le 10.
Les deux jeux étaient parrainés par Michel Platini.

## Système de jeu

### Numéro 10
Le jeu propose de jouer soit à deux, soit seul face à l'ordinateur ; l'option « 0 joueur » permet d'assister à une démonstration de partie.
Avant de commencer, le joueur choisit le niveau de difficulté (trois niveaux : première, deuxième, ou troisième division — niveau le plus facile —), la durée d'une mi-temps (cinq ou quinze minutes), et le nom des équipes ; la couleur des deux équipes ne peut être changée : une équipe noire affronte toujours une équipe bleue.

### Numéro 10: Mexico 86
Le jeu fonctionne de façon similaire à Numéro 10 ; il permet notamment de gérer sommairement les équipes de la coupe du monde ayant eu lieu au Mexique, en 1986.

## Équipe de développement
- Albert Loridan
- Bruno Duriez
- Joël Sana